# Parole crociate

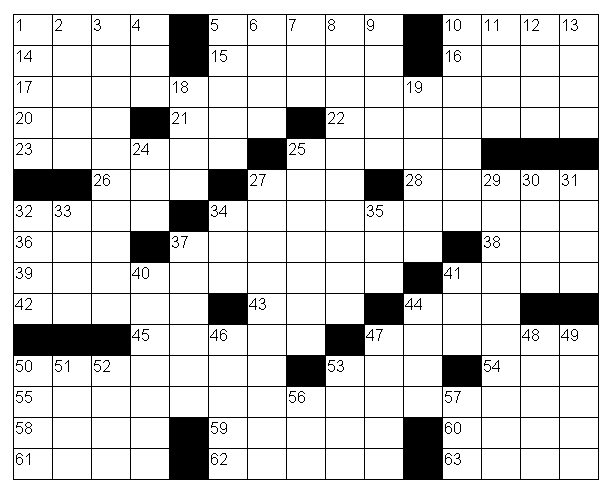
Esempio di cruciverba non risolto

Le parole crociate (o parole incrociate o cruciverba) sono un gioco enigmistico che consiste nell'inserire in una griglia delle parole, ricavate da definizioni, in modo che alcune lettere siano in comune fra le parole orizzontali e quelle verticali che si incrociano fra loro.

## Descrizione
| 1 |  | 2 |  |   |
|   |  |   |  |   |
| 3 |  |   |  | 4 |
|   |  |   |  |   |
|   |  | 5 |  |   |

Il gioco consiste in una griglia quadrata o rettangolare di caselle bianche e nere associata a un elenco numerato di definizioni di parole da indovinare e da inserire nella griglia in orizzontale o in verticale. In ogni casella bianca vanno inserite una o più lettere che compongono una delle parole ricavate dalle definizioni, le quali sono generalmente numerate e vanno inserite, in verticale o in orizzontale, partendo dalla casella bianca numerata corrispondente al medesimo numero della definizione; le caselle nere servono invece a delimitare la lunghezza delle parole da inserire. Il gioco è completato quando tutte le caselle bianche sono riempite da lettere in modo da formare tutte le parole ricavate dalle definizioni.
Le parole inserite devono rispettare gli incroci che si vengono reciprocamente a creare nello schema tra parole orizzontali e parole verticali. Esistono parole crociate di diversi livelli di difficoltà, determinata dalle parole scelte, dall'ermeticità o dalla genericità delle definizioni usate per descriverle e dallo schema di gioco sopra indicato, che può essere anche più complesso.

## Storia

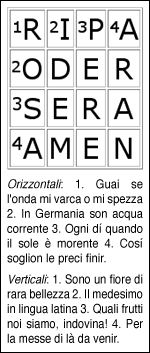
Il cruciverba di Giuseppe Airoldi del 1890. Airoldi non viene considerato l'ideatore delle parole crociate come sono note oggi, perché il suo gioco è privo di un elemento fondamentale del cruciverba: le caselle nere. Quello di Wynne, invece, sebbene anch'esso privo di caselle nere, ha la figura bianca centrale che funge da delimitazione fra le parole di una stessa riga.

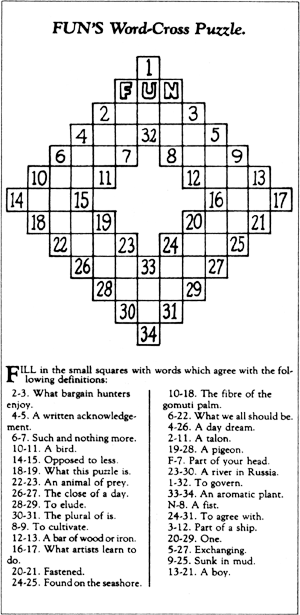
Word-cross puzzle di Arthur Wynne

Sebbene la prima attestazione storica del gioco sia riconducibile a Giuseppe Airoldi, il quale realizzò e pubblicò sul n. 50 del 14 settembre 1890 del Il Secolo Illustrato della Domenica, rivista edita da Edoardo Sonzogno, uno schema 4 per 4 che chiamò “Parole incrociate”, la paternità delle prime parole crociate è attribuita ad Arthur Wynne che ideò e pubblicò sul Fun, un supplemento domenicale del New York World, il 21 dicembre 1913 un gioco denominato "word-cross puzzle". Il gioco aveva forma di losanga e non presentava le caselle nere, che furono introdotte solo successivamente dando così la possibilità di avere più definizioni. Nel 1924 sempre negli Stati Uniti esce il primo libro di cruciverba da risolvere che, per un errore tipografico, fu poi cambiato in crossword, poi rimasto.
In Italia, la prima attestazione accertata del gioco è sulla Domenica del corriere dell'8 febbraio 1925 e la prima attestazione della locuzione parole incrociate è del 1927. A Valentino Bompiani si deve invece il nome cruciverba. La dicitura "Parole crociate" è un marchio registrato dalla rivista La Settimana Enigmistica.
Tra gli autori italiani è stato famoso per i suoi schemi particolarmente difficili da risolvere Piero Bartezzaghi (il suo cruciverba pubblicato settimanalmente dalla rivista "La Settimana Enigmistica" era chiamato per antonomasia il Bartezzaghi), il cui testimone è stato raccolto dal figlio Alessandro. I migliori schemi sono difficili, ma non devono essere "astrusi": Bartezzaghi, infatti, sosteneva che l'abilità del creatore di parole crociate consiste nell'impegnare il solutore in una sfida leale, lasciandogli aperte le strade per completare il gioco. Particolarmente ostico è anche "il cruciverba più difficile del mondo" redatto annualmente da Ennio Peres.

## Definizioni eclues
Le parole crociate in Italia contengono definizioni, per ognuna delle quali la parola da inserire è la risposta alla domanda implicita che esse pongono (esempio: "Il fiume di Roma" che ha come soluzione "Tevere"). Per i gruppi di due lettere è però comune la possibilità di sfruttare il doppio senso tra il significato di una parola e la parola stessa intesa come entità linguistica di cui si considera solo il significante. "La fine del giorno", ad esempio, ha talvolta soluzione "NO": del termine giorno (allo stesso modo "In mezzo all'Arno": "RN"; "canile senza cane": "IL"; "I confini del Venezuela": "VA").
Nei paesi anglosassoni sono invece in voga le cryptic clues, nelle quali significato e significante sono fusi nello stesso "indizio" ("clue", in inglese). Nell'indizio c'è una parte di definizione molto stringata, ma la frase contiene anche un modo per ricavare la soluzione partendo dal significante. Un noto esempio è "Capital in Czechoslovachia (4)" la cui risposta è OSLO. Oslo è una capitale (come dice la prima parte, "Capital"); inoltre all'interno ("in") della parola "Czechoslovachia" si può leggere OSLO. Un altro esempio è "Rewrite article for narration (7)"; in questo caso "rewrite" è un indizio per dire che si ha a che fare con un anagramma, in questo caso di "article", e la soluzione è RECITAL, che è un tipo di narrazione ("narration"). Si noti anche come nell'indizio sia indicato il numero di lettere della risposta: questo è ridondante nel caso essa consista di una sola parola, ma è utile nel caso di una frase.

## Tipologie
Orizzontali: 1. Alta Frequenza - 3. Varese sulle auto - 5. Un approdo sicuro - 8. La Benemerita - 10. Forma la cresta dell'onda - 16. Un tessuto del nostro corpo - 18. Si svolge nelle valli di Fassa e Fiemme - 20. Una società di capitali - 21. Oggi, prima di mezzogiorno - 23. Apprezzare - 24. Alberi tipici della pianura padana - 26. Davvero brutti
- 27. Più piccola possibile - 28. Una casa vituale degli enigmisti - 32. Non campati in aria - 33. Vocali di sera - 34. Voleva telefonare a casa - 35. Fu il logo della decima Triennale - 36. Rappresentanze sindacali autonome - 38. Un'importante banca - 40. Un diminutivo del diminutivo di Leone - 42. I limiti dell'alfabeto... al contrario - 44. È divenuto l'eroe indistruttibile per antonomasia - 47. Inatteso - 50. La Weber della TV - 51. Organizzare, annunciare - 53. Famoso libro di Nabokov e ﬁlm di Kubrick - 55. Il bruciore di stomaco - 57. La Bella della Belle Époque - 58. Ridurre, conﬁnare - 60. Può essere una grave affezione ematica - 61. Una spezia che si grattugia - 63. Caustico - 65. Il preﬁsso del sommelier - 66. Cittadina balneare ligure - 67. Transitare - 68. La Yoko compagna di Lennon
Verticali: 1. Il mese del dolce dormire - 2. Un'agenda... molto in - 3. In Sicilia, videro fuggire gli angioini - 4. Una parola del motto olimpico - 5. È detto anche ramo di Gera - 6. Un condottiero barbaro - 7. La ricercano i tassati - 8. Nell'isola di Creta - 9. Il Parker del Signore degli Anelli - 10. La esse greca - 11. Uguaglianza di genere - 12. Cavalleggeri polacchi - 13. Non troppo care - 14. È separata dal corpo - 15. La West del cinema - 16. L'esalazione del respiro - 17. Intelligenza Artiﬁciale - 18. Stato USA del Middle West - 19. L'autostrada intorno a Roma (sigla) - 22. Furono tra i primi treni "europei" - 25. Oziare nel dormiveglia - 29. Matera nelle auto - 30. Fu inviata agli Ebrei nel deserto - 31. La "scuola" di Zenone - 34. L'autore di "Invisible man" - 37. Morì nella fuga da Roma - 38. Preﬁsso che raddoppia - 39. Rovinata, frusta - 40. Possono esserlo le clave... - 41. Dannoso - 43. Un nome del critico Maiano - 45. Odore, anche gradevole - 46. Il mio accusativo - 48. Morigerata - 49. Il panico è terrore - 52. Lo stile 1925 - 54. Sharif attore - 56. Grassi liquidi - 58. Un acido che distrugge - 59. L'alba greca - 62. Un deputato (abbr.) - 64. Precedono la T
Orizzontali: 1. Una cosa scontata * 2. Il regista Olmi - La provincia valtellinese (sigla) * 3. La provincia di quel ramo del lago (sigla) - Comando di esecuzione * 4. Caratterizza Genova * 5. Un lago lombardo - Morì a Castel Sant'Angelo * 6. Tra Bi e Di - In un caso, io - Quantità indefinita * 7. Ottima farina - Il dio Egizio del sole - Segue l'inizio
Verticali: 1. Per la guerra * 2. Imperò con Onorio * 3. Il Marcorè attore - Numero breve * 4. Grande architetto Finlandese * 5. Il musicista Nono (iniz.) - Particella dubitativa * 6. Privo di attività * 7. Un pesce azzurro * 8. A volte sono dolenti * 9. Introduce un'ipotesi - Assieme * 10. Dall'ariete e dal toro.
Verticali: 1. Un servizio da monolocale - 2. Una massima educativa - 3. Lo è un discorso pungente - 4. Si rompe nei reattori - 5. Como - 6. Signoria Vostra - 7. Il maresciallo Iugoslavo - 9. Gli dei del Valhalla - 10. Ha corso a Mumbai - 12. Una sigla sulla camicia - 15. Vi si estrae il marmo - 17. Lo erano Falstaff e Conan Doyle - 18. Scala di colori - 20. Ordine del Giorno - 21. Soppianta il lei tra amici
Orizzontali: Un James dello schermo - Basta per due cuori - Un indimenticato Sandro - Timorate di Dio - Un giardino nel deserto - Si dice alle galline - Cittadina pontina - Un attimo
Verticali: Opposti agli anodi - Celermente - Un diffusissimo veleno - Fa palio e panforte - Il toro sacro agli Egizi - Forma il lago di Thun - Istituto Nazionale Trasporti - Un vezzo infantile - Riunisce quasi tutti gli Stati
Parole crociate a schema fisso
Le caselle nere sono disposte nello schema con un determinato ordine.
Parole crociate facilitate
In questo tipo di parole crociate, alcune lettere sono già inserite nello schema per facilitare il solutore.
Parole crociate a schema libero
Differisce dal gioco base perché le caselle nere sono disposte nello schema senza alcuna regolarità o simmetria. Da questo traggono spunto vari schemi le cui parole non sono inserite come consuetudine, bensì con una chiave risolutiva indicata in calce (a gruppi variabili, con le doppie lettere in comune, a riduzione, con le definizioni deviate, e altre ancora). Altre varianti si prestano alla separazione tra le parole tramite l'ingrossatura dei bordi al posto delle caselle nere: queste varianti contengono spesso una chiave risolutiva, talvolta sono a tema, talvolta definiscono in modo inusuale soltanto le parole orizzontali (con le verticali sempre di senso compiuto), ad esempio tramite il meccanismo delle equazioni o delle proporzioni algebriche.
Parole crociate senza schema
Sono in pratica delle parole crociate a schema libero in cui non sono mostrate le caselle nere e le definizioni sono date per riga e per colonna. La convenzione normale è di dare le definizioni della stessa riga (o colonna) nell'ordine di scrittura, e di indicare il numero di caselle nere totali. In questo tipo di parole crociate il solutore deve anche individuare la posizione delle caselle nere che separano le parole. Esistono anche qui numerose varianti, tra cui quella "a sbarramenti misti" (caselle nere e ingrossamenti del bordo).
Parole crociate crittografate
È un tipo di parole crociate in cui le parole non sono descritte da definizioni: ogni casella bianca è numerata e a numero uguale corrisponde lettera uguale. Il solutore deve risolvere lo schema partendo dalla corrispondenza tra alcuni numeri e la parola fornita in grassetto che viene fornita come suggerimento, basandosi sulle frequenze letterali e gli incroci. Ovviamente non esiste il caso che una lettera sia presente in due caselle diverse. Si può trovare anche nella versione del cruciverba mini o dell'aneddoto crittografato (corrispondente ad un cruciverba gigante che tiene due pagine) basato su quanto realmente accaduto ad un personaggio letterario, della musica, della storia, ecc. Una delle varianti è detta "parole crociate senza definizioni", dove la lettera fornita è priva di numero, e la soluzione va ricavata attraverso la sola combinazione dei numeri chiave (esempio una parola che ha la stessa lettera al primo terzo e quinto posto).
Cruciverba sillabico
Simile al gioco base, ogni casella bianca ospita una sillaba anziché una lettera. Esiste anche con gruppi di lettere (stringhe) invece di sillabe oppure in cui in alcune caselle (segnate in un altro colore) vanno un determinato numero di lettere nelle altre caselle un altro numero.
Ricerca di parole crociate
Parole crociate, solitamente a schema libero, con definizioni numerate, ma senza indicazione delle caselle nere, ed in cui viene indicata solo la posizione della casella 1.
L'usanza è di iniziare con tre caselle nere orizzontali consecutive. Solitamente non viene indicato il numero delle caselle nere, e vengono definiti anche i gruppi di due lettere. La convenzione vuole che le definizioni rispondenti all'1 verticale e all'1 orizzontale (quelle con cui si avvia la soluzione del gioco) siano generiche. Del tipo: "Una pietra preziosa", "Uno Stato asiatico".
Incroci obbligati
Le definizioni sono suddivise solo in orizzontali e verticali, in ordine casuale e non numerate; vengono date in chiaro anche lettere di incrocio di due parole per le quali vengono fornite anche le relative caselle nere che ne delimitano la lunghezza.
La convenzione alla base del gioco è che le parole che usano le lettere fornite hanno lunghezza determinata (cioè non richiedono aggiunta di caselle nere alla fine o all'inizio). Sempre per convenzione, il numero di caselle nere indicato comprende quelle visibili. Ne esistono varianti, tra cui:
- i sillabici, dove nelle caselle vanno poste sillabe anziché lettere singole;
- a numero variabile di lettere per casella, dove il numero di lettere da inserire in ciascuna casella bianca è variabile;
- i triplici, sostanzialmente tre schemi di incroci obbligati adiacenti e comunicanti, in cui la chiave è data da una frase, o parola lunga, che attraversa gli schemi e viene definita come in un normale cruciverba; sono dati due soli gruppi di definizioni, uno per il primo schema e parte del secondo, ed uno per il resto del secondo ed il terzo (esiste anche a quattro schemi, normalmente con più frasi chiave),
- il muro, simile ai triplici, ma con due soli schemi ed un solo gruppo di definizioni.

Bifrontali
Parole crociate normali, o a schema libero, in cui alcune parole (non individuabili) vanno scritte da destra a sinistra o dal basso verso l'alto. Si conviene di solito di lasciare i gruppi di due lettere nell'ordine naturale. Esiste anche la variante "bifrontali senza schema".
Incroci stenografici
Sempre di modeste dimensioni, racchiudono parole con le sole consonanti.
Parole crociate ad anelli
Parole crociate prive di caselle nere o filetti. Le parole delle definizioni vanno scritte di seguito, l'una dopo l'altra.
Le parole delle definizioni di una riga o colonna possono iniziare in una qualsiasi casella di quella riga o colonna.
L'ultima parola definita può essere spezzata in due e ricominciare all'inizio della riga o colonna, andando a chiudere l'anello.
Per esempio, in una riga con le parole "salice" e "panorama", l'anello risultante potrebbe essere "masalicepanora".
Talvolta, sono facilitate da alcune frecce che indicano le caselle in cui iniziano le definizioni di tali anelli.
Cornici concentriche
Nello schema si intersecano righe orizzontali con parole messe a cornice e l'unica casella nera è posta nel centro. La variante facilitata indica il punto in cui inizia la prima definizione di ciascuna cornice. La convenzione alla base del gioco è che le parole nelle cornici vadano scritte in senso orario.